# Torsåkers landskommun, Gästrikland
För landskommunen med detta namn i Ångermanland, se Torsåkers landskommun, Ångermanland.
Torsåkers landskommun var en tidigare kommun i Gävleborgs län. Centralort var Torsåker och kommunkod 1952-1970 var 2105.

## Administrativ historik
Torsåkers landskommun (från början Thorsåkers landskommun) inrättades den 1 januari 1863 i Torsåkers socken i Gästrikland  när 1862 års kommunalförordningar trädde i kraft. Den 1 januari 1925 bröts Hofors landskommun ut ur kommunen.
Kommunen påverkades inte av kommunreformen 1952 och förblev oförändrad fram till år 1971 då den återförenades med Hofors för att tillsammans bilda den nya Hofors kommun.

### Kyrklig tillhörighet
I kyrkligt hänseende tillhörde kommunen Torsåkers församling.

## Kommunvapen
Torsåkers landskommun förde inte något vapen.

## Geografi
Torsåkers landskommun omfattade den 1 januari 1952 en areal av 330,85 km², varav 305,30 km² land. Efter nymätningar och arealberäkningar färdiga den 1 januari 1958 omfattade landskommunen den 1 januari 1961 en areal av 329,48 km², varav 304,40 km² land.

### Tätorter i kommunen 1960
| Tätort      | Folkmängd |
| ----------- | --------- |
| Torsåker    | 735       |
| Bodåsgruvan | 208       |
| Bergvreten  | 201       |

Tätortsgraden i kommunen var den 1 november 1960 31,4 procent.

## Politik

### Mandatfördelning i valen 1938-1966
| 12 | 1 | 4 | 2 | 2 |

| 21 |

| 11 | 6 | 2 | 2 |

| 19 |

| 2 | 10 | 5 | 2 | 2 |

| 20 |

|  | 12 | 5 | 5 | 2 |

| 21 | 4 |

| 2 | 11 | 4 | 5 | 3 |

| 23 |

| 2 | 11 | 5 | 4 | 3 |

| 22 |

| 2 | 12 | 5 | 3 | 3 |

| 23 |

| 2 | 9 | 7 | 4 | 3 |

| 22 |

### Fotnoter
1. ↑  Per Andersson: Sveriges kommunindelning 1863-1993, Draking, Mjölby 1993, ISBN 91-87784-05-X, s. 89
2. ↑   (PDF) Folkräkningen den 31 december 1950, I, Areal och folkmängd inom särskilda förvaltningsområden m.m., Tätorter. Stockholm: Statistiska centralbyrån. 1952-05-19. sid. 104. Arkiverad från originalet den 1 oktober 2014. https://www.webcitation.org/6T09ZkyrB?url=http://www.scb.se/Grupp/Hitta_statistik/Historisk_statistik/_Dokument/SOS/Folkrakningen_1950_1.pdf. Läst 9 oktober 2014 Arkiverad 29 oktober 2013 hämtat från the Wayback Machine.
3. ↑   ( PDF) Folkräkningen den 1 november 1960, I, Folkmängd inom kommuner och församlingar efter kön, ålder, civilstånd m.m.. Stockholm: Statistiska centralbyrån. 1961. sid. 53 & 203. Arkiverad från originalet den 15 juli 2015. https://www.webcitation.org/6a1zkRbkC?url=http://www.scb.se/Grupp/Hitta_statistik/Historisk_statistik/_Dokument/SOS/Folkrakningen_1960_01.pdf. Läst 16 november 2017 Arkiverad 14 oktober 2013 hämtat från the Wayback Machine.
4. ↑   ( PDF) Folkräkningen den 1 november 1960, II, Folkmängd inom tätorter efter kön, ålder och civilstånd.. Stockholm: Statistiska centralbyrån. 1961. sid. 26. Arkiverad från originalet den 29 juni 2015. https://www.webcitation.org/6ZeEB9Ija?url=http://www.scb.se/Grupp/Hitta_statistik/Historisk_statistik/_Dokument/SOS/Folkrakningen_1960_02.pdf. Läst 16 november 2017 Arkiverad 24 september 2015 hämtat från the Wayback Machine.